# Joseph August Schultes
Joseph (Josef) August Schultes, född 15 april 1773 i Wien, död 21 april 1831 i Landshut, var en österrikisk botaniker.
Schultes var professor i Wien, sedan i Krakau och Innsbruck, och slutligen föreståndare för kirurgskolan i Landshut. Han var en av de flitigaste och noggrannaste beskrivande botanikerna vid 1800-talets början, och är mest känd som utgivare (jämte Johann Jacob Römer) av Caroli a Linné systema vegetabilium (sju band, 1817–30, efter Römers död fortsatt av Schultes och dennes son Julius Hermann). Han var ledamot av svenska Vetenskapsakademien sedan 1821. Han redigerade även den första kompletta upplagan av Carl Peter Thunbergs flora över Sydafrika, Flora Capensis.